# Тодорка Янчева
Тодора (Тодорка) Янчева е българска просветна деятелка, учителка от Македония.

## Биография
Родена е около 1879 година в солунското българско село Киречкьой, тогава в Османската империя. В 1898 година завършва с VIII випуск Солунската българска девическа гимназия. Привлечена от Българската екзархия, заминава да учителства в Сяр. В учебната 1901/1902 година е учителка в Сярското българско педагогическо училище.